# Fabrizio Casalino
Fabrizio Casalino (Genova, 18 novembre 1970) è un comico e cantautore italiano.

## Biografia
All'inizio degli anni novanta, inizia a suonare nei locali genovesi in compagnia di Max Manfredi, Marco Spiccio e Federico Sirianni fino a partecipare, nel 1994, al Premio Tenco. Nel 1996, mentre termina gli studi in Giurisprudenza, pubblica con la Polygram il primo album Come un angelo, titolo della canzone che si classifica seconda a Un disco per l'estate l'anno successivo. Grazie a questo successo Raffaella Carrà lo invita a esibirsi a Carràmba! Che sorpresa. Ben accolto dalle radio, il disco viene tradotto in spagnolo e pubblicato in 13 nazioni dell'area sudamericana: Casalino prende parte a esibizioni in Argentina, Paraguay, Uruguay e Venezuela.
Nel 1999 inizia una collaborazione con il gruppo comico Cavalli Marci, già popolare in televisione per la partecipazione al programma Ciro, il figlio di Target. L'esperimento funziona e permette a Casalino di scoprire la sua vena comica, coltivata negli anni seguenti con l'amico Enrique Balbontin per lo spettacolo La notte dei Fufu e il programma radiofonico E allora no.
Nel 2001 partecipa con i Cavalli Marci e Balbontin ad alcune serate al Colorado Cafè in compagnia di Diego Abatantuono. Il gruppo viene scelto anche per partecipare alla trasmissione televisiva Bulldozer su Rai 2. Nel 2002, con la collaborazione di Eros Cristiani e Giovanni Marra, scrive per Cristiano De André il brano Sapevo il credo pubblicato nell'album Scaramante di De André.
Nel 2003 passa sulle reti Mediaset nel programma Colorado Cafè Live, facendosi notare soprattutto per il personaggio di Giginho, un fantomatico cantautore di Rio de Janeiro che canta testi comici, sempre accompagnandosi con la chitarra, in un approssimativo ma umoristico portoghese. Oltre a Giginho diventano popolari le sue parodie di celebri cantautori (Carmen Consoli, Franco Battiato, Vasco Rossi, Fabio Concato, Jovanotti, Gigi D'Alessio, Gianluca Grignani) giocate sui paradossi dei loro stili compositivi.
Nel 2004 pubblica il CD Italia Brasile sola andata nelle vesti di Giginho, mentre nell'anno seguente esce il libro Quattro salti in favela. Nel 2008 prende parte al programma Mai dire Martedì, nel quale imita Gianluca Grignani e Mario Biondi, mentre dà vita anche al personaggio di Mirko, un pigro ragazzo moderno. Nell'edizione 2009 del programma, recupera Mirko e Grignani, aggiungendo l'imitazione del vescovo revisionista Richard Williamson e lo sketch Sciccherie, parodia di Nonsolomoda, in cui tratta beni di lusso senza badare alla crisi economica, stigmatizzando l'approccio elitario ed edonista dei programmi del genere.
A partire dal 2010 è attivo sui social e su Youtube, pubblicando doppiaggi di celebri film in chiave dialettale, o regionale, volti a stigmatizzare la "tipica accoglienza ligure". Nel video Non è un paese per turisti un inconsapevole Javier Bardem veste i panni di un turista alla ricerca di pinoli in un negozio dell'entroterra: rilanciato dalle testate nazionali (Corriere della Sera) entra nell'immaginario collettivo ligure, insieme allo sketch "la torta di riso è finita" da lui inventato con Balbontin e Ceccon.
Nel 2011 duetta con Mario Biondi nel brano Finale in dissolvenza, scritto da Casalino a Nashville a conclusione di un viaggio del 1998, e pubblicato nell'album Due. Nello stesso anno partecipa a Glob Spread, programma di Rai 3 condotto da Enrico Bertolino con Lucia Vasini, dove imita il ministro Corrado Passera e un suo figlio immaginario, il cardinale Angelo Bagnasco e un anonimo blogger che lancia proclami sul web con pretese scientifiche, ma finisce sempre per virare sull'informazione da rotocalco.
Nel 2012 vince il Premio Bindi a Santa Margherita Ligure con il brano L'uomo proiettile, aggiudicandosi per la prima volta nella storia del premio tutte le targhe: vincitore, musica, testo, interpretazione.
Nel 2013 partecipa a Colorado nei panni del giovane Mirko. Nel 2014 prende parte alla trasmissione imitando Gianluca Grignani e riprendendo il personaggio di Giginho. Casalino, Balbontin e Andrea Ceccon, a cui si unisce Alessandro Bianchi, collega di lungo corso nei Cavalli Marci, danno vita nel 2015 ai Pirati dei Caruggi e per i tre anni successivi tengono uno spettacolo settimanale al teatro della Tosse di Genova.
Nel 2016 pubblica con l'etichetta indipendente DeepOut Records (Alman Music) l'album intitolato Giginho, contenente 13 canzoni del repertorio dell'omonimo personaggio. Nel 2017 pubblica sempre con DeepOut Records l'album Voglia di sbattermi zero, contenente 8 canzoni del repertorio del personaggio Mirko.
Nel 2017 compare saltuariamente nel TG satirico Rai dire Niùs nelle vesti di Vladimiro Kowasic, inviato speciale estero nello Stato immaginario di Dokazistan.
Anticipato dal singolo I balconi di Milano, nel 2018 pubblica con l'etichetta Alman Music l'album intitolato Per tutte le altre destinazioni. L'album raccoglie undici canzoni scritte dall'artista genovese negli ultimi quindici anni ed è realizzato con la produzione artistica del chitarrista Andrea Maddalone.
I Pirati dei Caruggi realizzano nell'estate del 2018 un DVD dal titolo Torta di riso infinita, nel quale ripropongono i dieci migliori sketch sull'accoglienza ligure.
Nel 2020 Sergio Olivotti illustra Noe Nae Noe, una sua canzone dialettale ispirata a un noto scioglilingua genovese, dando vita all'omonimo libro per Black Dog edizioni.

## Discografia
- 1997 - Come un angelo
- 2004 - Italia Brasile sola andata
- 2016 - Giginho (Giginho)
- 2017 - Mirko (Voglia di sbattermi zero)
- 2018 - Per tutte le altre destinazioni

## Opere
- Quattro salti in favela. Il Brasile di Giginho, Mondadori, 2005
- Noe Nae Noe, Black Dog edizioni, 2020